# Шмельцер, Иоганн Генрих
Иоганн Генрих Шме́льцер (нем. Johann Heinrich Schmelzer; около 1623, Шайбс — между 29 февраля и 20 марта 1680, Прага) — австрийский композитор, скрипач и дирижёр. Ведущий композитор австрийского барокко до Бибера.

## Очерк биографии
О музыкальном образовании Шмельцера достоверных сведений нет. Переехав в Вену (дата переезда неизвестна), возможно, учился у итальянского скрипача и композитора Антонио Бертали. Впервые в документах Шмельцер упоминается в 1643 году как корнетист Собора Св. Стефана. В дальнейшем вся творческая карьера Шмельцера связана с императорской придворной капеллой: он начал официально служить там скрипачом в 1649 года, постепенно расширяя круг своих обязанностей. В 1658 году дирижировал оркестром во время коронации Леопольда I во Франкфурте. В 1665 был официально назначен «балетным композитором» (Ballettkomponist), то есть сочинителем камерной инструментальной музыки в жанре баллетто (инструментальные сюиты, главным образом, танцевальной музыки). Некоторые из сюит Шмельцера использовались как вставные балетные номера в операх А.Чести и А.Драги. В 1671 Шмельцер стал вице-капельмейстером, а в 1679, наконец, капельмейстером (первым в истории австрийцем, занявшим этот пост). В связи с эпидемией чумы двор и капелла переместились в 1679 в Прагу, однако, чума настигла Шмельцера и в Праге, где он скончался в 1680 году.
Три сына Шмельцера также стали музыкантами. Андреас Антон (1653-1701) и Петер Клеменс (1672-1746) — скрипачи и композиторы, Георг Йозеф (1655 — до 1701) — скрипач.

## Очерк творчества
Иоганн Генрих Шмельцер — ведущий композитор австрийского барокко до Бибера. Исторически наиболее важны его инструментальные сочинения — оркестровые сюиты  (так называемые баллетти), предназначавшиеся для вставных танцев (балетных номеров) в театральных пьесах и операх, и сонаты (сюиты) для камерных ансамблей. Писал также церковную вокальную музыку в манере венецианской школы и немецкие полифонические песни (Lieder).
Оркестровые сюиты Шмельцера содержат стандартные танцевальные пьесы (гальярды, бурре, сарабанды, жиги, гавоты, аллеманды, куранты), итальянские танцы (в жанрах trezza, фолия, сальтарелла, мореска и traccanario), нередко также пьесы с программно-тематическими заголовками, как «Крестьянка» (Bauernmädel), «Охотники» (Cacciatori), «Отряд солдат» (Battaglione), «Майские цветы» (May Blumen), «Венская песня» (Aria viennense), «Французский танец» (Balletto francese) и т.п. Большинство их оркестровано для струнных и континуо, но встречаются также piffari (возможно, имеются в виду шалмеи), корнеты (цинки), clarini (высокие трубы), трубы, тромбоны и фаготы.
Из большого количества «сонат» (многие представляют собой de facto сюиты для камерных ансамблей) особый интерес представляют 6 виртуозных скрипичных сонат, изданных под не вполне понятным латинским заголовком «Sonatae unarum fidium» (1664).

## Избранные сочинения

### Театральная музыка
- L’infinità impicciolita (либретто Nicolò Minato), sepolcro[8] (Вена, 16.4.1677)
- Сила любви / Stärke der Liebe, sepolcro (Вена, 1677)
- L’urno della sorte, музыкальное приношение (Вена, 9.6.1677)
- Печальные воспоминания / Le memorie dolorose (Minato), sepolcro (Вена, 8.4.1678)
- Почтительные старцы / Le veglie ossequiose (Minato), serenata (Лаксенбург, 1679)
- Согласие семи возрастов / Die sieben Alter stimmen zusammen (Johann Albrecht Rudolph)  (Прага, 18.1.1680)

### Для различных инструментов
Примечание. В скобках указаны рукописи
- Balletto 2do (2 violini, viola, basso di viola), для оперы «Il pomo d’oro» А.Чести, 1668 (CZ-KRa A 755)
- Balletti a 4 (violino, 2 violae, violone), 1670 (CZ-KRa A 897)
- Balletti francesi (4 violae, 2 clarini), 1669 (CZ-KRa A 906)
- Balletto di centauri, ninfe et salvatici. Для праздника в Шёнбрунне, 1674. A 3 Chori.  Choro 1: 5 viole radoppiati, Choro 2: 3 piffari et un fagotto, Choro 3: 2 cornetti muti et 3 tromboni (CZ-KRA A 764)
- Balletto di matti (2 violini, violetta, basso), 1670 (CZ-KRa A 762)
- Balletto di pastori et ninfe a 5 (2 violini, 2 violettae, basso), 1673 (CZ-KRa A 752)
- Balletto di spiritelli (5 violae, 3 piffari, 1 fagotto con violone et cimbalo) (рукописный источник утрачен, см. публикацию в серии Denkmäler der Tonkunst in Österreich, Bd.105, №6)
- Balletto di Zefferi (2 violini, 2 violettae, cembalo), 1675 (CZ-KRa A 748)
- Balletto genandt das Narrenspitall (violin, viola da gamba, theorbe), 1667 (A-Wn Mus. Hs. 16583)
- Balletto primo: di spoglia di pagagi (2 violini, 2 violae, basso), 1678 (CZ-KRa A 920)
- Balletto quarto: di 7 pianeti (2 violini, 2 violae, basso), 1678 (CZ-KRa A 920)
- Чакона / Ciaccona a 3 Chori (Choro 1: 4 viole radoppiati, Choro 2: 1 clarino, Choro 3: 2 flauti e 1 fagotto per libito) (CZ-KRa A 870)
- Fechtschuel a 4 (2 violini, violetta, organo) (рукописный источник утрачен, см. публикацию в серии Denkmäler der Tonkunst in Österreich, Bd. 56, № 12)
- La bella pastora (2 violini, bc) (D-W Cod.Guelf. 34.7 Aug 2°, no. 41)
- Плач на смерть Фердинанда III / Lamento sopra la morte Ferdinandi III (2 violini, viola da gamba, organo) 1657 (F-Pn Rés. Vm7 673, no. 116)
- Польские волынщики / Polnische Sackpfeifen (2 violini, bc) 1660–70 (F-Pn Rés. Vm7 673, no. 10)
- Serenata con altre ariae a 5 (2 violini , 3 violae) 1669 (CZ-KRa A 905)
- Sonata a 2 (violino, fagotto) 1673 (CZ-KRa A 506a)
- Sonata a 2 (violino, viola da gamba, bc) (D-W Cod.Guelf. 34.7 Aug 2°, no. 25)
- Sonata a 2 (violino, viola da gamba, bc) (GB-Lbl Add. 31423)
- Sonata a 2 violini verstimbt (2 violini, bc ad lib) 1673 (CZ-KRa A 639)
- Sonata a 3 (violino, 2 violae con organo et violone) (CZ-KRa A 589a)
- Sonata a 3 (violino, trombone, fagotto) (CZ-KRa A 610)
- Sonata a 3 (violino, clarino, trombone) (CZ-KRa A 632)
- Sonata a 3 [Пасторальная] (2 violini è viol di gamba overo trombone) (S-Uu Instr. mus. i hs. 8:12)
- Sonata a 3 [Lanterly] (2 violini, viola da gamba, organo (S-Uu Instr. mus. i hs. 8:9)
- Sonata a 4 detta la Carolietta (violino, cornetto, trombone e fagotto), 1669 (CZ-KRa A 634)
- Sonata a 5 (2 violini, clarino, fagotto, viola da gamba con cimbalo) (CZ-KRA A 552)
- Sonata a 5 per camera. Al giorno delle Correggie 3 Juni 1678 (2 violini, 2 violae, fagotto con Violone et organo) (CZ-KRa A 496)
- Sonata a 6 duobus choris [Битва] (Coro 1: 2 violini, viola, Coro 2: violino, 2 violae, bc) 1680 (CZ-KRa A 586)
- Sonata a 7 flauti (7 flauti, bc) (S-Uu Instr. mus. i hs. 58:8b)
- Sonata a 8 per chiesa e per camera (2 trombe , 6 viole, bc) 1679 (CZ-KRa A 551)
- Sonata a 11 per chiesa et camera (6 viole, 5 trombe) 1675 (CZ-KRa A 550)
- Sonata ad tabulam a 4 (2 violini, 2 flautae con organo) 1670 (CZ-KRa A 869)
- Sonata amabilis a 4 (violino, 2 brazze, violone) 1665 (CZ-KRa A 534) [= Sacro-profanus concentus musicus, Соната № 11]
- Sonata con arie zu der Keyserlichen Serenada (5 violini et 4 trombe, col timpano per libito) 1672 (CZ-KRa A 465)
- Sonata con tribus violinis (3 violini, organo) 1677 (CZ-KRa A 528a)
- Соната "Кукушка" / Sonata Cucù (violino solo, basso) 1669 (CZ-KRa A 572a)
- Sonata Natalis (5 violae, 5 trombettae con violone et organo) 1680 (CZ-KRa A 583)
- Sonata Natalitia. A 3 Chori (Choro 1: 5 viole radoppiati, Choro 2: 3 piffari et 1 fagotto,  Choro 3: 2 flauti ò 2 cornetti muti et tromboni) 1675 (CZ-KRa A 553)

### Опубликованные сочинения для инструментов
- Duodena selectarum sonatarum, 12 сонат (Нюрнберг, 1659)
- Sacro-profanus Concentus Musicus, 13 сонат для 3-8 инструментов и континуо (Нюрнберг, 1662)
- Sonatae unarum fidium, seu a violino solo, 6 сонат для скрипки и basso continuo (Нюрнберг, 1664)
- Arie per il balletto à cavallo, балетная музыка к пьесе А. Бертали "Contesa dell’aria e dell’acqua" (Вена, 1667)

### Церковная музыка
- 13 месс, в том числе Missa nuptialis и Missa dei Petris Benedicti

### Прочие сочинения
- 20 немецких песен
- O Jesu summa charitas, для 4 голосов, 2 скрипок, 2 альтов и континуо; рукопись: Dübensammlung Uppsala
- Terra triumphans jubila plaudite nymphae, для 4 голосов, 2 скрипок и континуо; рукопись: Dübensammlung Uppsala
- Venito ocyus, transeamus usque, для 2 теноров, 2 скрипок, 2 альтов и континуо; рукопись:  Dübensammlung Uppsala

### Утраченные
- Боги-соперники / Gli Dei concorrenti (Nicolò Minato), музыкальная эпиталама (Пассау, 1676; написана совместно с Антонио Драги)
- Геракл и Омфала / Hercules und Onfale (либреттист неизвестен), драматическая камерная музыка (Вена, 1676)
- 173 композиции на религиозные тексты